# Клушин, Олег Геннадьевич
Олег Геннадьевич Клушин — советский хозяйственный, государственный и политический деятель.

## Биография
Родился в 1938 году. Член КПСС с 1963 года.
С 1960 года — на хозяйственной, общественной и политической работе. В 1960—1992 гг. — инженер, помощник мастера, мастер, начальник цеха, начальник технического отдела, заместитель главного инженера, главный инженер, генеральный директор комбината «Кренгольмская мануфактура».
Избирался депутатом Верховного Совета Эстонской ССР 11-го созыва, народным депутатом СССР от Кренгольмского национально-территориального избирательного округа № 468 Эстонской ССР. Член Комитета Верховного Совета СССР по делам женщин, охраны семьи, материнства и детства. Делегат XXVII съезда КПСС
Жил в России.